# パリ条約 (1657年)
パリ条約（パリじょうやく、フランス語: Traité de Paris、英語: Treaty of Paris）は、1657年3月に締結された条約。条約により、イングランド共和国のオリバー・クロムウェル護国卿がフランス王ルイ14世と同盟してスペイン王フェリペ4世と対抗、これにより英西戦争と西仏戦争が連動した。条約はフランスとイングランドの接近を確認した。1650年代中期まで、フランスはチャールズ2世などの亡命ロイヤリストを支持していたが、フランスがクロムウェルとの同盟を志向するようになると、チャールズは1656年にスペインとブリュッセル条約を締結した。

## 内容
条約により、イングランド軍はフランドルにおけるフランス軍とスペイン軍の間の戦闘に参加した。フランスは軍勢2万、イングランドは軍勢6千と艦隊を派遣してフランドル海岸のグラヴリーヌ、ダンケルク、マルディクを攻撃することが定められた。条約ではこれらの要塞を落とした後、グラヴリーヌはフランス領、ダンケルクとマルディクはイングランド領になることが定められた。このうち、イングランドの商船隊はダンケルクからの私掠船で甚大な被害を受けていたため、イングランドはダンケルクへの攻撃を特に重要視した。このため、ダンケルクの維持は外交上の可能性というよりは、政治上での急務となっていた。